# فلمافينيتي
فيلمافينيتي هو موقع توصيات أفلام أنشأ عام 2002 في مدريد، إسبانيا من طرف الناقد السينمائي بابلو كورت فيردو شومان و المبرمج دانييل نيكولاس. توجد نسخة للموقع باللغة الإنجليزية، الموقع مشهور جدا في الدول اللناطقة اللغة الإسبانية، و تم اختياره من طرف مجلة بي سي كواحد من أفضل مواقع الترفيه عام 2004.
يمكن للمستخدمين المسجلين تقييم الأفلام، إيجاد أفلام موصى بها قائمة على تقييماتهم الشخصية، إنشاء أي نوع من قوائم الأفلام، وكتابة مراجعات-بالنسبة للنسخة الإسبانية- .

## وصلات خارجية
- الموقع الرسمي